# Championnat de Lettonie et d'Estonie de basket-ball
Ne doit pas être confondu avec Ligue baltique de basket-ball.
Le Championnat de Lettonie et d'Estonie de basket-ball, officiellement appelé Optibet Latvian–Estonian Basketball League ou LatEst League en abrégé, est une ligue régionale professionnelle masculine de basket-ball réunissant 15 équipes : 8 estoniennes et 7 lettones. Elle se déroule parallèlement aux championnats nationaux respectifs et adopte un système de saison régulière suivi de playoffs. Occasionnellement, des équipes étrangères sont invitées à participer.

## Histoire
Le championnat a été créée en 2018 à la suite de la disparition de la Ligue baltique, avec la fusion partielle des championnats nationaux letton (Latvijas Basketbola līga) et estonien (Korvpalli Meistriliiga).
La première saison a débuté le 28 septembre 2018 avec la rencontre entre le BC Kalev/Cramo (champion d’Estonie) et le BK Ventspils (champion de Lettonie). Quinze équipes — 8 lettones et 7 estoniennes — y ont pris part. BK Ventspils a remporté la première édition en avril 2019. En raison de la pandémie de Covid-19, la saison 2019-2020 a été annulée avant son terme.
Depuis 2022, en raison de la suspension de la SuperLeague ukrainienne liée à l'invasion russe, le club ukrainien BK Prometeï a rejoint la ligue et a remporté deux titres consécutifs (2023, 2024), en disputant ses matchs à domicile à Riga. Le VEF Rīga est le tenant du titre (2025).

## Format de la compétition
Chaque saison se conclut par un Final Four déterminant le champion de la ligue. Ensuite, les équipes nationales poursuivent avec les séries éliminatoires respectives de leurs championnats nationaux pour désigner les champions de Lettonie et d’Estonie. En novembre 2021, les fédérations des deux pays ont prolongé leur coopération pour trois années supplémentaires, soulignant les bénéfices du projet en matière de développement des joueurs, d’intérêt du public et de promotion du basket-ball régional.

## Évolution du nom
- 2018 - 2019 : OlyBet (en) Latvian-Estonian Basketball League
- 2019 - 2024 : Paf (en) Latvian-Estonian Basketball League
- 2019 - 2024 : Optibet Latvian-Estonian Basketball League

## Palmarès
| Année | Finale       | Finale   | Finale           |               | Troisième place / Demi-finalistes | Troisième place / Demi-finalistes | Troisième place / Demi-finalistes |
| Année | Champion     | Score    | Finaliste        | Troisième     | Score                             | Quatrième                         |                                   |
| ----- | ------------ | -------- | ---------------- | ------------- | --------------------------------- | --------------------------------- | --------------------------------- |
| 2019  | BK Ventspils | 102 – 80 | VEF Riga         | BC Kalev      | 87 – 85                           | BK Ogre (en)                      |                                   |
| 2021  | BC Kalev     | 86 – 75  | VEF Riga         | BK Ogre (en)  | 75 – 73                           | Rapla KK (en)                     |                                   |
| 2022  | VEF Riga     | 95 – 64  | KK Viimsi (en)   | BC Pärnu (en) | 84 – 77                           | BK Ogre (en)                      |                                   |
| 2023  | BK Prometeï  | 77 – 62  | VEF Riga         | Tartu Ülikool | 63 – 60                           | BC Kalev                          |                                   |
| 2024  | BK Prometeï  | 91 – 83  | BC Kalev         | VEF Riga      | 84 – 76                           | BK Ventspils                      |                                   |
| 2025  | VEF Riga     | 88 – 82  | Rīgas Zeļļi (en) | BC Kalev      | 92 – 69                           | BK Ogre (en)                      |                                   |

## Bilan par club et par pays
| Rang | Club             | Médaille d'or, Europe | Médaille d'argent, Europe | Médaille de bronze, Europe | Total |
| ---- | ---------------- | --------------------- | ------------------------- | -------------------------- | ----- |
| 1    | VEF Riga         | 2                     | 3                         | 1                          | 6     |
| 2    | BK Prometeï      | 2                     | 0                         | 0                          | 2     |
| 3    | BC Kalev         | 1                     | 1                         | 2                          | 4     |
| 4    | BK Ventspils     | 1                     | 0                         | 0                          | 1     |
| 5    | KK Viimsi (en)   | 0                     | 1                         | 0                          | 1     |
| 5    | Rīgas Zeļļi (en) | 0                     | 1                         | 0                          | 1     |
| 6    | BK Ogre (en)     | 0                     | 0                         | 1                          | 1     |
| 6    | BC Pärnu (en)    | 0                     | 0                         | 1                          | 1     |
| 6    | Tartu Ülikool    | 0                     | 0                         | 1                          | 1     |